# Pischane
Pischane (en ukrainien : Піщан, c'est-à-dire Pichtchanne) est un village du raïon de Pokrovsk de l'oblast de Donetsk en Ukraine. Il est situé à quelques kilomètres au sud-ouest de Pokrovsk.

## Histoire
En décembre 2024, durant l'invasion de l'Ukraine par la Russie, Metinvest, le plus grand producteur d'acier d'Ukraine, ferme l'usine de Pischane suite à de violents combats dans le district de Pokrovsk.
En février 2025, Pischane repasse sous le contrôle de Kiev,.
En juin 2025, l'armée russe reprend le contrôle de la ville. 